# 오경화
오경화는 현재 일본만화, 소설 전문 번역자로 활동 중인 번역가이다. 명탐정 코난, 블리치 등 지명도가 높은 작품을 다수 번역하였다. 일본 만화 외에 익스트림노벨(장르 문학 가운데 하나다), 일반서적 등의 번역도 맡고 있다.

## 학력
- 이화여자대학교 신문방송학과 (졸업)
- 이화여자대학교 대학원 한국학과 (수료)[1]

## 약력
- 일본어 번역문학[2]

## 번역 작품 목록
- 일부 작품은 출판사에서 고의로 번역가를 인터넷에 공개하지 않아, 정확히 판단할 수 없는 경우가 있다.

### 대원씨아이
| - 가가 탐정사무소 - 가디언 하트 - 게드 전기 (애니코믹스) - 갤럭시 엔젤 - 건슬링거 걸 - 고 고 헤븐 - 고르디오스의 매듭 - GO AHEAD - 공작왕 곡신기 - 교과서엔 없어 - 극도병기 - 금색의 갓슈 - 꼬마가장 켄타 - 꿈을 먹는 메리 - 내 두개의 날개 - 니들리스 - 나의 히어로 아카데미아 - 다중인격탐정 사이코 - 데우스x마키나 - Dr. 코토 진료소 - 드래곤 퀘스트 타이의 대모험 (재판) - 디 그레이맨 - RAY - 리빙게임 - 리틀 점퍼 - 마기 - 마스라왕 - 모험왕 비트 - 몬가의 대지 | - 배구공잡이 고다고 - 보이즈 온 더 런 - 부킹 라이프 - 쁘띠 에바 - 블러드 라인즈 - 블러드 플러스 - 블러드 플러스 아다지오 - 블러드 플러스 야행성시 - 서클게임 - 세키도 - 스켓댄스 - 소타군의 아키하바라 분투기 - 수라도 - 스즈미야 하루히의 우울 - 식령 - 식신의 성 - 식신의 성 ~비틀어진 성편~ - 신 천지무용 양황귀 - 심부인의 요리사 - 아그네스 가면 - 아라카와 언더 더 브리지 9권 - 아토리 요괴비사 - 야쿠자 크러셔 - 어떤 마술의 금서목록 코믹스 - 와일드 에이스 - 월드 엠브리오 - 위벨 블라트 - U-31 - 유즈리하의 혈족 | - 의룡 - 전국 바사라 난세란무 - 절대가련 칠드런 - 초인로크 겨울무지개 - 충사 - 츠쿠모가 잠든 시즈메 - 카미요리 - 쿵후보이 친미 외전 - 쿵후보이 친미 LEGENDS - 클레이모어 - 탐정의식 - 파이트 클럽 - 판도라 하츠 - 포켓몬스터 스페셜 - 폭두백수 타나카 - 폭주고딩 타나카 - 풀 메탈 패닉 시그마 - 하울의 움직이는 성 (애니코믹스) - 하트 보일드 파파 - 핵폭탄 내숭덩어리 - 호라이즌 - 환상수호전 - 환상인형 괴담 - 히다마리 스케치 |

### 대원키즈
- 갓슈벨 (TV애니메이션판)

### 북박스
| - 개구쟁이 - 결계사 - 공무원 스타 - 괴물왕녀 - 그 건너편의 저편 - 그녀들의 HAPPY SHOP 포근당 - 나와 그녀의 XXX - 난비란외 - 누부나가 - 더블체인지 - 드래곤 아이 - DEAR MONKEY 서유기 - 라이프 LIFE - 망상소녀 오타쿠걸 | - 머니의 켄 - 미나미가 - 미완성 NO.1 - 배터리 - 법 앞에 평등하라. - 법대로 합시다 - 불꽃남 이로하 - 비스트 마스터 - 사계사 - 사립 성 카틀레야 초등학교 - 서쪽의 착한마녀 - 섬귀전기 모모타마 - 소울메이트투어리스트 - 아메후라시 | - 아벤투라 - 아이들의 시간 - 아키바서 - 엘르멘탈 제라드 - 엘르멘탈 제라드 창공의 전기 - 천외 레트로지컬 - 청춘 서바이벌 - 체인지X체인지 - 체인징 키스 - 총희 - 하늘 가는대로 - 하루의 나라 |

### 삼성출판사
- 야근제로

### 서울문화사
| - 걸즈 사우르스 DX - 검사 마루쵸 - 그래도 마을은 돌아간다 - 나의 히어로 아카데미아 - 내 마음속의 자전거 - 내일의 요이치 - 너의 파편 - 닌자의 왕 - 데드로 바테스 - 도란 - 돌격 크로마티 고교 - 디트로이트 메탈 시티 - 러일 전쟁 이야기 - 레드데블 - 리니지사가 - 마인탐정 네우로 - 명탐정 코난 - 몬스터 특별판 - 무사의 혼 - 미야모토 무사시 | - 민폐최강 우리형 - 바람의 검심 (완전판) - 바람의 질주 번외편:눈속의 라이벌 - 블루 스트리트 - 블리치 - 비바 블루스 - 사원시마 - 사이보그 G짱 - 설탕중독 - 소년탐정 김전일 (SEASON 2) - 쇼콜라 - 수수께끼 무라사메군 - 스위치 - 스쿨라이프 해결사 - 시마부장 - 시마상무 - 시마전무 - 신의 주사위 아프사라스 - 아우트로 스타 | - 에어리어 88 - 엔카의 혼 - 우에키의 법칙 - 우에키의 법칙 플러스 - 절규교사 에디 - 제트맨 - 지뢰진 - 지원 - 지평구EX - 캐릭캐릭 체인지 - 터프 - 파일럿 소녀대 - 폭소개그왕 - 해원 - 헬로우 블랙잭 - 헬스엔젤스 - 호문쿨루스 - 히스토리에 |

### 중앙북스
- 딴나라에서 대자로 눕다[3]

### 학산문화사
| - 갓핸드 테루 - 게마인샤프트 - 그 이콜 그녀 - 내 여친은 고양이 - 니노미야 군에게 애도를(소설) - 달콤한 흡혈귀 - 드래곤 시스터 - 드림킹 - 렌지맨 - MAGI MAGI | - 모노크롬 팩터 - 보이는 사람 - 부활동 - 선배와 나 (소설) - 수호천사 히마리 - 시티헌터 (완전판) - 쓰리몬 - 에어리어의 기사 - 엔젤 하트 - 이오노 더 패내틱스 - 일본침몰 | - 장송곡 나이트메어 - 제로 원 - 창천의 권 - 철인 - 퍼즐 플러스 - 학교를 나가자 (소설) - 황혼당의 정원 - 흡혈귀의 일상생활 (소설) - 롯테의 장난감(만화) |